# Hemipeplus dominicensis
Hemipeplus dominicensis är en skalbaggsart som beskrevs av Darren A. Pollock 1999. Hemipeplus dominicensis ingår i släktet Hemipeplus och familjen Mycteridae. Inga underarter finns listade i Catalogue of Life.